# Port lotniczy Phù Cát
Port lotniczy Phù Cát – port lotniczy w Quy Nhơn, w Wietnamie.